# Муниципальное образование «Нукуты»
Нуку́ты — муниципальное образование со статусом сельского поселения в 
Нукутском районе Иркутской области России. Административный центр — Нукуты.

## Демография
По результатам Всероссийской переписи населения 2010 года 
численность населения муниципального образования составила 1343 человека, в том числе 656 мужчин и 687 женщин.

## Населённые пункты
В состав муниципального образования входят населённые пункты
- Нукуты
- Ворот-Онгой
- Макарьевская
- Хамхар
- Чичиковская[2]